# Alen Simonyan
Alen Roberti Simonyan  (en armenio: Ալեն Ռոբերտի Սիմոնյան; Ereván, 5 de enero de 1980) es un político armenio que se desempeñó como presidente interino de Armenia desde el 1 de febrero al 13 de marzo de 2022. También se desempeñó como presidente de la Asamblea Nacional de Armenia y es exmiembro del Concejo Municipal de Ereván.

## Biografía
Simonyan estudió en la Facultad de Derecho de la Universidad Estatal de Ereván y se graduó en 2000. Luego sirvió dos años en las Fuerzas Armadas de Armenia, antes de convertirse en Asistente del Presidente del Tribunal de Primera Instancia de las Comunidades de Ajapnyak y Davitashen. De 2003 a 2004, trabajó como gerente de recursos humanos en el Converse Bank.
De 2006 a 2007, Simonyan trabajó en una estación de radio. Luego cooperó con TV5 TV Company, Yerkir Media TV Company, "Armenia" TV Company durante los siguientes cinco años, dirigiendo y produciendo una serie de videoclips musicales y políticos. En 2012, se convirtió en editor en jefe de la revista "Ararat" antes de fundar Ararat Media Group LLC (sitio web araratnews.am y revista "Ararat").
Simonyan fue uno de varios organizadores de la protesta civil "Car free" contra el aumento de los precios del transporte.
El 30 de mayo de 2015 fue elegido miembro de la junta del partido Contrato Civil, convirtiéndose en portavoz del partido. Fue reelegido el 30 de octubre de 2016.
De 2017 a 2018, Simonyan fue miembro del Ayuntamiento de Ereván. En 2018 fue elegido  miembro de la Asamblea Nacional de Armenia por la lista electoral nacional de la Alianza Mis Pasos.
El 15 de enero de 2019 fue elegido Vicepresidente de la Asamblea Nacional, y el 2 de agosto de 2021 ascendió al cargo de Presidente de la institución. Tras la dimisión de Armén Sarkissian el 23 de enero de 2022, Simonyan asumió de forma interina como presidente de Armenia.